# Hungry Hill
Hungry Hill är ett berg i republiken Irland.   Det ligger i grevskapet County Cork och provinsen Munster, i den sydvästra delen av landet, 300 km sydväst om huvudstaden Dublin. Toppen på Hungry Hill är 686 meter över havet.
Hungry Hill är den högsta punkten i trakten. Närmaste större samhälle är Castletownbere, 9,7 km sydväst om Hungry Hill. Trakten runt Hungry Hill består i huvudsak av gräsmarker.